# Рихтер, Эрнст Фридрих Эдуард
Эрнст Фридрих Эдуард Рихтер (нем. Ernst Friedrich Eduard Richter; 24 октября 1808, Гросшёнау — 9 апреля 1879, Лейпциг) — немецкий композитор, музыковед и музыкальный педагог.

## Биография
Эрнст Фридрих Эдуард Рихтер изучал сначала право, а затем музыку в Циттау и Лейпциге. В 1843 г., наряду с Феликсом Мендельсоном и Робертом Шуманом, вошёл в число первых шести профессоров новосозданной Лейпцигской консерватории (преподавал гармонию и контрапункт). Среди учеников Рихтера, в частности, Евгений Альбрехт, Фёдор Бегров, Иван Кнорр, Гуго Риман, Михаил Сантис, Саломон Ядассон, Джеймс Кваст, украинский композитор Николай Лысенко. Автор учебников гармонии (1853), фуги (1859) и контрапункта (1872), пользовавшихся популярностью в XIX веке, но подвергнутых резкой критике Арнольдом Шёнбергом (1911).
С 1851 г. был органистом в различных лейпцигских церквях, пока в 1868 г. не занял, после смерти Морица Гауптмана, пост кантора в знаменитом хоре мальчиков при лейпцигской школе Святого Фомы, освящённый пребыванием на нём в первой половине XVIII века Иоганна Себастьяна Баха. Автор мотетов, месс, песен.